# 默采爾峰

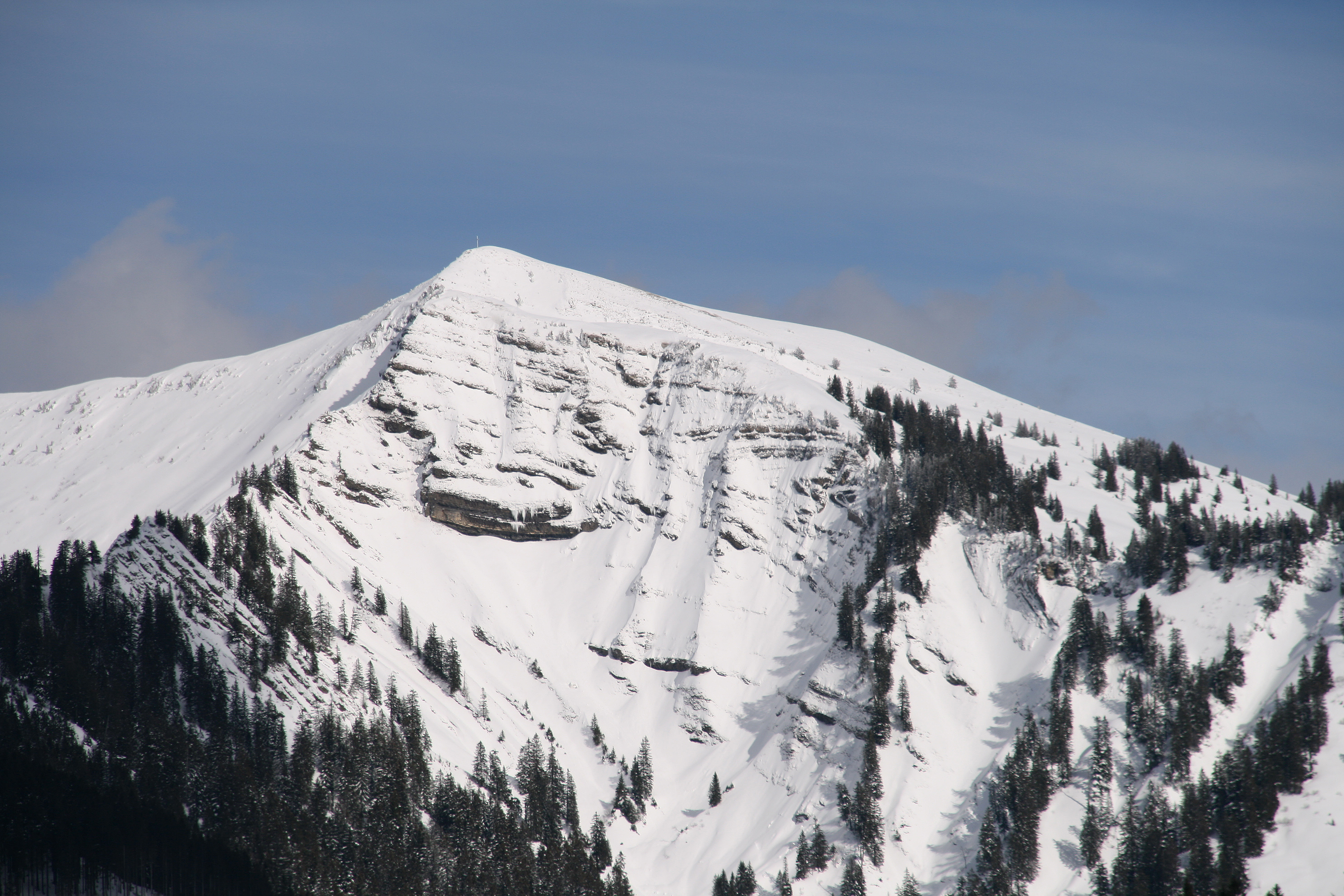

47°20′44″N 9°48′39″E / 47.34556°N 9.81083°E
默采爾峰（德語：Mörzelspitze），是奧地利的山峰，位於該國西部，由福拉爾貝格州負責管轄，屬於布雷根茨森林山脈的一部分，海拔高度1,830米，每年平均降雨量1,852毫米。